# Nathaniel Gordon

Gordons Hinrichtung in New York, Holzstich, 1862

Nathaniel Gordon (* 6. Februar 1826 in Portland (Maine); † 21. Februar 1862 in Manhattan) war ein US-amerikanischer Sklavenhändler. Er ist die einzige Person, die in den Vereinigten Staaten für die Beteiligung am Sklavenhandel nach dem Pirateriegesetz von 1819 angeklagt, verurteilt und hingerichtet wurde.

## Hintergrund
Ab 1808 war der Import von Sklaven in die Vereinigten Staaten verboten. Durch eine Gesetzesänderung im Jahre 1820 wurde Sklavenhandel von den USA als Piraterie betrachtet, welche mit dem Tode bestraft wird.

## Frühes Leben
Gordon wurde 1826 als Kind eines Kapitäns in einer alteingesessenen Familie in Portland (Maine) geboren. Er hatte eine ältere und eine jüngere Schwester. Als Gordon zwölf Jahre alt war, wurde sein Vater aufgrund versuchten Sklavenschmuggels festgenommen. Laut Gesetz hätte er deshalb eigentlich als Pirat gegolten und eine obligatorische Todesstrafe erhalten sollen. Allerdings gibt es keine Aufzeichnungen, wie dieser Fall ausging. Gewiss ist jedoch, dass Gordons Vater nicht hingerichtet wurde.
Gordon selbst ging ebenfalls in die Schifffahrt und besaß schließlich ein eigenes Schiff. Zum Zeitpunkt seiner letzten Überfahrt nach Afrika hatte er eine Frau namens Elizabeth und einen zweijährigen Sohn, der wie sein Vater Nathaniel hieß. Gordon wurde als klein aber kräftig gebaut, mit schwarzen Augen, einer kegelförmigen Nase und einem Vollbart beschrieben.

## Sklavenhandel
1848 wurde Gordon an der Küste Brasiliens in Gewahrsam genommen, während sein Schiff Juliet durch die US Navy ergebnislos nach Beweisen für Sklavenhandel durchsucht wurde. Später machten Nachrichten die Runde, dass er tatsächlich nach Afrika gefahren war und eine Ladung Sklaven nach Brasilien gefahren hatte, wo Sklaverei damals noch legal war.
1851 fuhr er als Kapitän der Camargo von Brasilien an die afrikanische Ostküste, wo er 500 Sklaven an Bord nahm. Auf dem Rückweg umfuhr er patrouillierende  Marineschiffe, wurde aber letztlich von einem britischen Kriegsschiff verfolgt. Bei Ankunft in Brasilien wurde die „Fracht“ deshalb rasch an Land gebracht und das Schiff in Brand gesetzt, um Beweise zu vernichten. Bald darauf wurden die Sklaven allerdings beschlagnahmt sowie ein Teil der Besatzung festgenommen und wegen Sklavenhandel angeklagt. Gordon selbst jedoch gelang als Frau verkleidet die Flucht, was wohl durch seine kleine Statur erleichtert wurde.
Wenig später folgte Gordons nächste Fahrt, diesmal mit der Ottawa vom Kongo nach Kuba, wo Sklaverei damals ebenfalls legal war. Diese Fahrt wurde wirtschaftlich wieder ein Debakel, weil nur ein Viertel der Sklaven die Überfahrt überlebte. Gordon führte das auf eine Vergiftung durch einen Konkurrenten des Händlers zurück, von dem er die Sklaven gekauft hatte. Gordon verbrannte die Ottawa ebenfalls nach Ankunft und Löschen der „Ware“.
Seine nächste Fahrt in einem Sklavenschiff folgte erst Ende Juli 1860, als er in Havanna das Kommando über die Erie übernahm. Am 7. August nahm er in Soyo an der Kongomündung 897 Sklaven (darunter nur 172 erwachsene Männer und 162 erwachsene Frauen) an Bord. Am 8. August wurde die Erie schließlich 30 Meilen vor der afrikanischen Küste von der USS Mohican von der African Slave Trade Patrol festgesetzt. Die Sklaven wurden nach Liberia gebracht, einer ehemaligen amerikanische Kolonie, die für die Ansiedlung freier Schwarzer aus den Vereinigten Staaten gegründet wurde. Gordon wurde nach New York ausgeliefert, wo er vor einem Bundesgericht angeklagt werden sollte, dem gleichen wie schon sein Vater 25 Jahre zuvor.

## Gerichtsprozesse
Der New Yorker Bezirksstaatsanwalt James I. Roosevelt bot Gordon für eine Offenlegung seiner Geldgeber im Gegenzug eine Geldstrafe von 2000 Dollar und eine zweijährige Haftstrafe an. Gordon jedoch lehnte ab, weil er keine ernsten Konsequenzen befürchtete und sich einen besseren Deal versprach.
Durch den beginnenden Sezessionskrieg verschob sich der Prozess mehrfach. Als er schließlich begann, war mittlerweile ein neuer Staatsanwalt ernannt worden: Edward Delafield Smith. Dieser sah in dem Fall die Chance, selbst Bekanntheit zu erlangen und wollte für zukünftige Sklavenhändlern ein Exempel statuieren; er forderte die Todesstrafe.
Der erste Prozess, im Juni 1861, endete ergebnislos. Die Geschworenen hatten Gordon nämlich mit 7 zu 5 nicht einstimmig für schuldig befunden, angeblich aufgrund von Bestechung. Smith forderte umgehend einen neuen Prozess. Um eine Beeinflussung der Jury zu verhindern, ordnete die Regierung eine Isolierung der Geschworenen an. Gordons Anwälte, darunter Gilbert Dean, verwendeten im zweiten Prozess eine Reihe an Argumenten, die sich in der Vergangenheit erfolgreich erwiesen hatten:
- Die Bundesregierung habe nicht das Recht, Gordon anzuklagen, da die Erie kein amerikanisches Schiff war. Das Schiff sei während der Reise an Ausländer verkauft worden.
- Gordon selbst war vielleicht gar kein Amerikaner, da seine Mutter seinen Vater manchmal auf die See begleitete. Er hätte also auch auf der See geboren sein können.
- Gordon segelte weit in den Kongo, und damit portugiesische Hoheitsgewässer, hinein, außerhalb amerikanischer Zuständigkeiten.
- Gordon war lediglich Passagier der Erie, nachdem zwei Spanier an Bord kamen.

Die ersten drei Argumente wurden vom Richter verworfen, das vierte Argument wurde durch Zeugenaussagen widerlegt. Am 9. November 1861 wurde Gordon aufgrund von Sklavenhandel der Piraterie für schuldig befunden. Als Hinrichtungstermin wurde der 7. Februar 1862 bestimmt. In der Urteilsverkündung wandte sich Richter W. D. Shipman mit einer Ansprache an den Verurteilten. Er riet Gordon, so stark zu bereuen, wie er selbst keine Gnade zeigte. Dass es schwarze Menschen waren, würde ihm außerdem vor Gott nicht helfen, da er der Gott aller Menschen sei.

## Gnadengesuche und Hinrichtung
Nach Gordons Verurteilung baten seine Unterstützer Präsident Lincoln um eine Begnadigung. Lincoln war bei seinen Zeitgenossen für sein Mitgefühl und zahlreiche Gnadenerlasse bekannt. Der Präsident weigerte sich jedoch, eine Begnadigung in Betracht zu ziehen oder sich auch nur mit Gordons Unterstützern zu treffen. Lincoln sagte damals:

„Ich glaube, ich bin von Natur aus gütig genug und kann zu Mitleid und Verzeihung bewegt werden für die Verbrecher der fast schlimmsten Verbrechen, die sich der menschliche Verstand ausdenken oder der menschliche Arm ausüben kann. Jeden aber, der für den kleinsten Gewinn und nur aus Gier getrieben Afrika seiner Kinder berauben kann, um diese in ewige Knechtschaft zu verkaufen, werde ich niemals begnadigen.“

Zur Frage einer Umwandlung in eine Freiheitsstrafe schrieb Lincoln:

„Persönlich würde ich eine Freiheitsstrafe bevorzugen, in der er über seine Taten nachdenken kann. Doch im Namen der Gerechtigkeit und der Rechtsstaatlichkeit sollte es einen Fall geben, wenigstens einen konkreten Fall, in dem ein professioneller Sklavenhändler, ein weißer aus dem Norden, genau diese Todesstrafe erhält, für die unzählbar hohen Todeszahlen, die er und seinesgleichen den Schwarzen während grauenhafter Seefahrten zugefügt haben.“

Der Präsident gewährte Gordon allerdings einen zweiwöchigen Hinrichtungsaufschub, um sich auf die „schreckliche Veränderung“ vorzubereiten; durch die Gnadengesuche hätte Gordon nämlich fälschlicherweise annehmen können, dass sein Leben verschont bliebe. Der neue Hinrichtungstermin war nun der 21. Februar 1862.
Am Abend vor der Hinrichtung unternahm Gordon einen erfolglosen Suizidversuch mit Strychnin, was die örtlichen Behörden dazu zwang, die Hinrichtung um 2 Stunden auf den Mittag vorzuverlegen. Nachdem er wieder bei Bewusstsein war, bettelte er die Ärzte an, die seinen Magen ausgepumpt und mit Brandy und Whiskey abgefüllt haben: Sie sollten ihn am Leben lassen, damit er sterben könne, ohne die Scham der öffentlichen Hinrichtung ertragen zu müssen. Nachdem er schließlich den Galgen bestiegen hatte, hielt der betrunkene Gordon eine weitschweifende Rede darüber, dass der Staatsanwalt ihn zum Glauben verleitet hätte, er würde am Leben bleiben. Er bat ferner seine Freunde, sich um seine Frau und sein Kind zu kümmern. Sein letzter Wunsch, seine Ehefrau sollte eine Locke und seinen Ehering erhalten, wurde ihm noch erfüllt. Der Gouverneur Edwin Morgan bat Präsident Lincoln noch kurz vor der Hinrichtung um eine Begnadigung, was aber unbeantwortet blieb. Gordon wurde anonym auf dem Cypress Hill Cemetery bestattet.